# 26 Hydrae
26 Hydrae, som är stjärnans Flamsteed-beteckning, är en dubbelstjärna belägen i den södra delen av stjärnbilden Vattenormen. Den har en kombinerad skenbar magnitud på 4,77 och är synlig för blotta ögat där ljusföroreningar ej förekommer. Baserat på parallaxmätning inom Hipparcosuppdraget på ca 9,8 mas, beräknas den befinna sig på ett avstånd på ca 334 ljusår (ca 102 parsek) från solen. Den rör sig närmare solen med en heliocentrisk radialhastighet på ca –1 km/s.

## Egenskaper
Primärstjärnan 26 Hydrae A är en orange till gul ljusstark jättestjärna av spektralklass G8 II, tidigare av Keenan och McNeil (1989) klassificerad som G7 III. Den ingår i röda klumpen, vilket betyder att den befinner sig på den horisontella jättegrenen och genererar energi genom termonukleär fusion sv helium i dess kärna. Den har ett stort överskott av litium och visar ett mycket långt överskott av infraröd strålning. Den har en massa som är ca 2,7 solmassor, en radie som är ca 15 solradier och utsänder från dess fotosfär ca 139 gånger mera energi än solen vid en effektiv temperatur av ca 5 000 K.
Följeslagaren 26 Hydrae B är en stjärna av magnitud 12,4 med en vinkelseparation av 3,2 bågsekunder, år 2008.